# 学校法人洗足学園

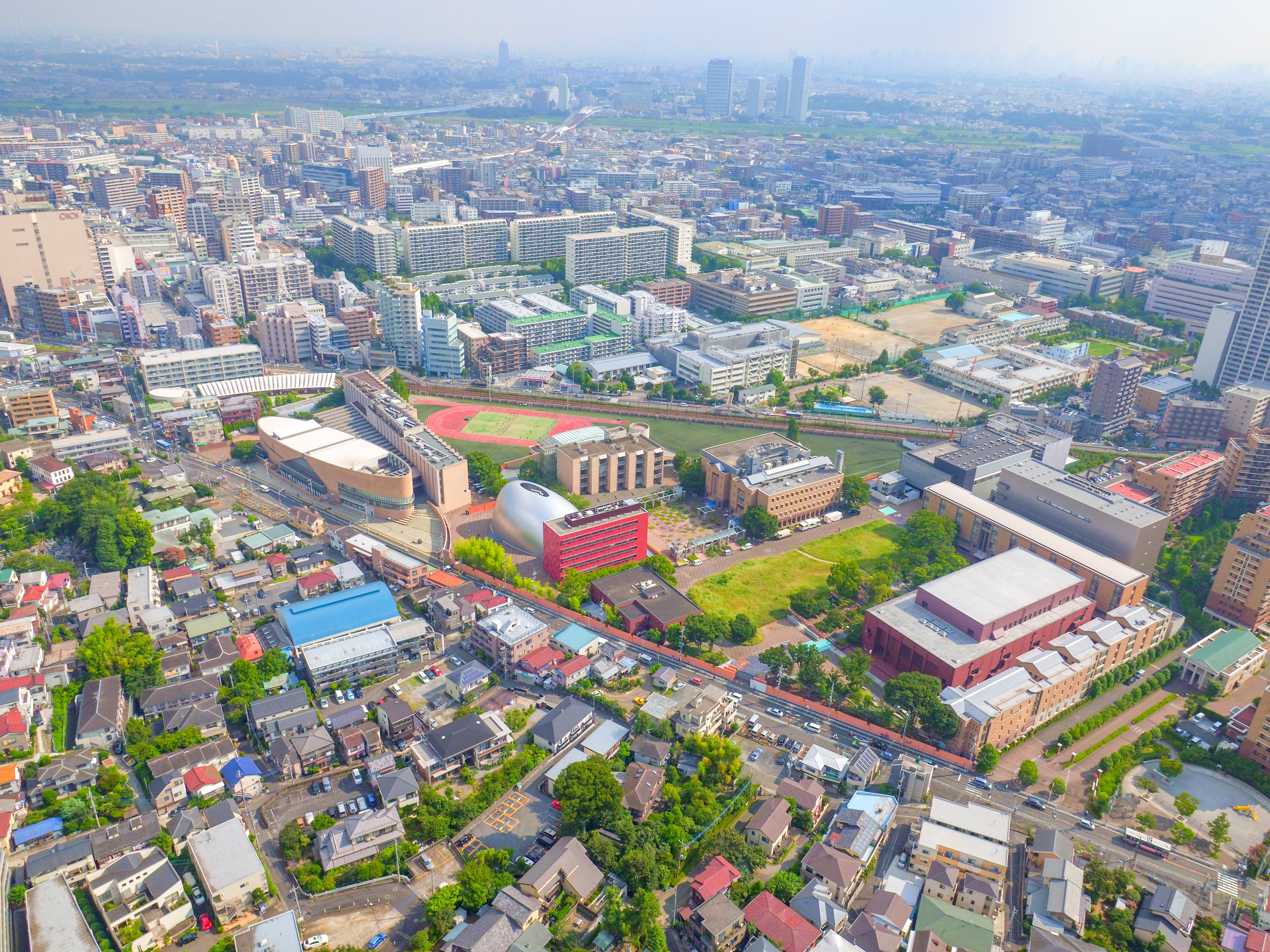
洗足学園上空
（神奈川県川崎市高津区）

学校法人洗足学園（がっこうほうじんせんぞくがくえん）は、神奈川県に本部がある学校法人。
発祥は1924年に現在の東京都品川区戸越に設立された「平塚裁縫女学校」（1926年より第一高等学校があった「碑衾町碑文谷」現在は目黒区洗足）に移転）である。

## 校名の由来
クリスチャンで日本基督教会の教会員であった前田若尾が、新約聖書のヨハネによる福音書にあるイエス・キリストの教え「我は主また師なるに、尚なんぢらの足を洗ひたれば、汝らも互に足を洗ふべきなり。われ汝らに模範を示せり、わが爲ししごとく汝らも爲さんためなり。（文語訳、ヨハネ13:14-13:15）」から命名した。また校歌はこの聖句から作詞された「たがいに足を洗えとのりし み教え守るここの学びや」である。

## 校歌
作詞：前田若尾 作曲：柴田すゑ
互いに足を洗えとのりし

　み教え守るここのまなびや

胸にかがやく真澄の鏡

　朝な夕なに照らしうつさん

　心の影を

おのずからなる心の真玉

　倦まず撓まず磨きみがかん

　清く正しく

互いに足を洗えとのりし

　み教え守るここのまなびや

## 設置している学校
- 洗足学園音楽大学（神奈川県川崎市高津区）
- 洗足こども短期大学（神奈川県川崎市高津区）
- 洗足学園中学校・高等学校（神奈川県川崎市高津区）
- 洗足学園小学校（神奈川県川崎市高津区）
- 洗足学園大学附属幼稚園（神奈川県川崎市高津区）

## かつて設置していた学校
- 洗足学園魚津短期大学（富山県魚津市、1980年-2002年）
- 洗足学園第一高等学校（東京都目黒区洗足、1924年-2008年）